# Akram Khan

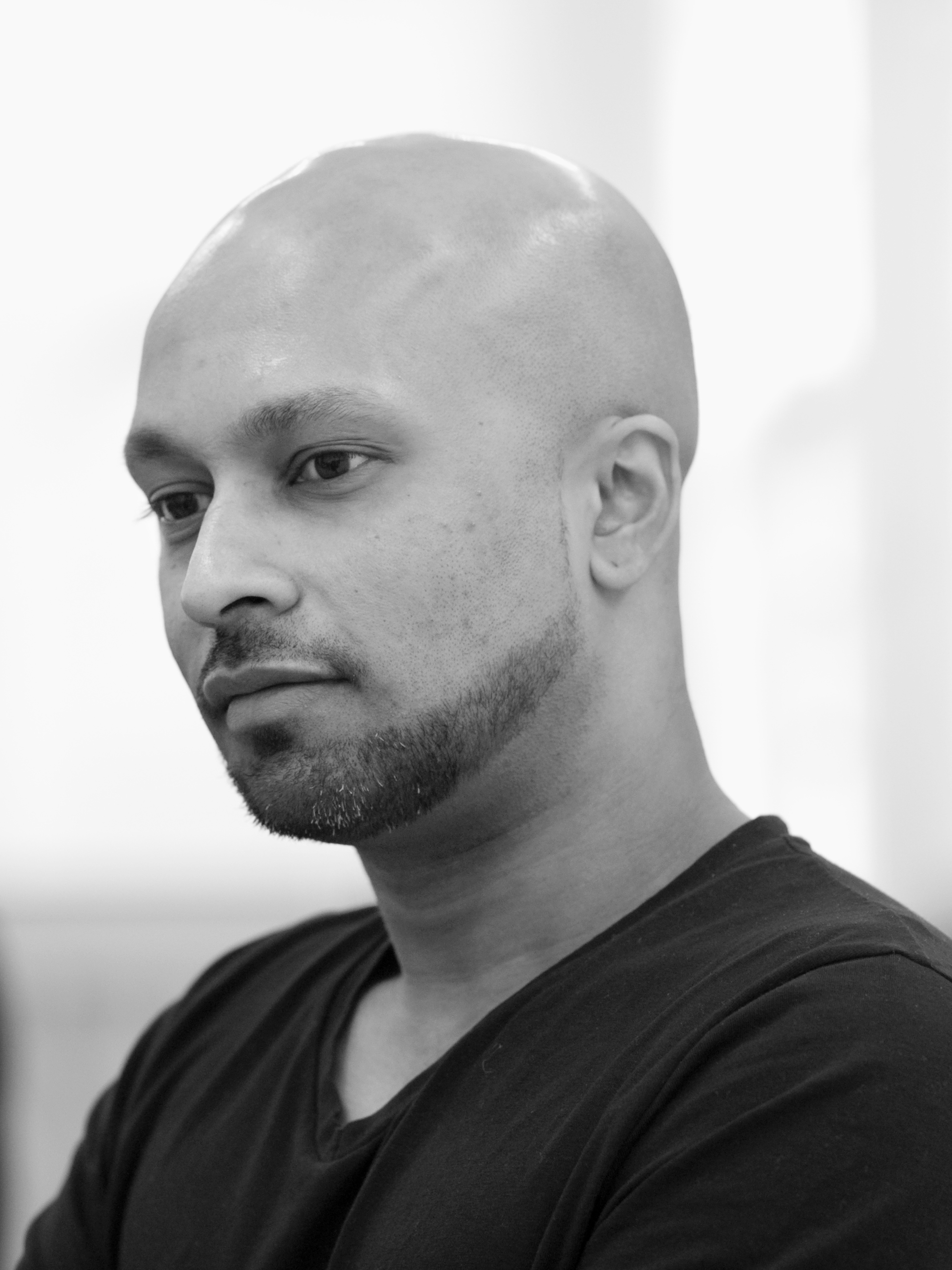
Akram Hossain Khan

Akram Hossain Khan, MBE (em bengali:  আকরাম হুসেইন খান; nascido em 29 de julho de 1974) é um dançarino Reino Unido de origem bangladeshiana. Seus estilos principais são a dança contemporânea e o kathak.